# دومای دولتی (امپراتوری روسیه)
دومای دولتی یا دومای امپراتوری نام مجلس سفلای امپراتوری روسیه در اواخر حیات آن دولت بود و جلسات آن در کاخ تاوری سن پترزبورگ برگزار می‌شد. این مجلس چهار مرتبه بین ۲۷ آوریل ۱۹۰۶ تا سقوط امپراتوری در فوریه ۱۹۱۷ تشکیل شد. دومای اول و دومای دوم ساختار دموکراتیک‌تر داشتند و قشرها بیشتری از مردم را نمایندگی می‌کردند اما دومای سوم تحت سلطه اشراف، زمین‌داران و تجار قرار گرفت. دومای چهارم مجموعاً پنج جلسه برگزار کرد و نهایتاً در ۶ اکتبر ۱۹۱۷ منحل شد.